# Fraschův proces
Fraschův proces (nebo také Fraschova metoda) je způsob těžby síry z podzemních ložisek.
Je to jediný průmyslový způsob těžby prvkové síry. Objevil ho v roce 1894 Herman Frasch, americký chemik narozený v Německu.
Od konce 20. století se však většina (90–95%) průmyslově vyráběné síry získává jako vedlejší produkt odsiřování ropy pomocí tzv. Clausova procesu.

## Proces
Do ložiska síry se dostanou tři soustředné trubky. První má průměr 25 centimetrů, další dvě vnitřní průměry 15 a 7 cm. Voda o vysokém tlaku (2,5–3 MPa) a teplotě (165 °C) je vháněna vnější trubkou. Síra taje (teplota tání je 115 °C) a vstupuje do prostřední trubky, ale kvůli vysoké hustotě se nedostane na povrch. Proto se do ní vnitřní trubkou vhání horký vzduch. Ten ji zpění a síra se dostane ven. Metodu lze využít až do hloubky 1000 metrů.
Získaná síra je velmi čistá (až 99,8 %), takže se většinou dále neupravuje.
Zatímco v roce 1901 Hermanem Fraschem založená firma Union Sulphur těžila touto metodou asi 3000 tun síry, v roce 1903 to bylo již 23 000 tun. V roce 1904 již těžba pokrývala celou spotřebu síry ve Spojených státech. Z ekonomických důvodů se metoda v roce 2000 přestala v USA využívat. Tento způsob těžby síry je mnohem jednodušší, než těžba povrchovou metodou.